# إسحاق الأزرق
أبو محمد إسحاق بن يوسف بن مرداس القرشي الواسطي الأزرق. (117 - 195 هـ) من علماء الحديث والقرآن والزهاد، قيل: إنه مكث عشرين سنة لم يرفع رأسه إلى السماء. وكان من أعلم الناس بشريك. توفي سنة خمس وتسعين ومائة.

## روايته للحديث النبوي
- حدث عن: الأعمش، وابن عون، وفضيل بن غزوان، ومسعر بن كدام، وسفيان، وشريك، وعدة.
- وكان من جلة المقرئين، تلا على حمزة الزيات، وأخذ الحروف عن أبي بكر بن عياش وغيره. وله اختيار معروف، حمله عنه: إسماعيل بن هود الواسطي، وعبد الله بن هانئ وغيرهما.
- ، روى عنه: أحمد بن حنبل، ويحيى بن معين، وأحمد بن منيع، ومحمد بن المثنى، وسعدان بن نصر، وأبو جعفر بن المنادي، وخلق.
- روى عن شريك ستة آلاف حديث.[3]